# Neptosternus kolakaensis
Neptosternus kolakaensis is een keversoort uit de familie waterroofkevers (Dytiscidae). De wetenschappelijke naam van de soort is voor het eerst geldig gepubliceerd in 1998 door Balke & Hendrich.